# Национальное Одюбоновское общество

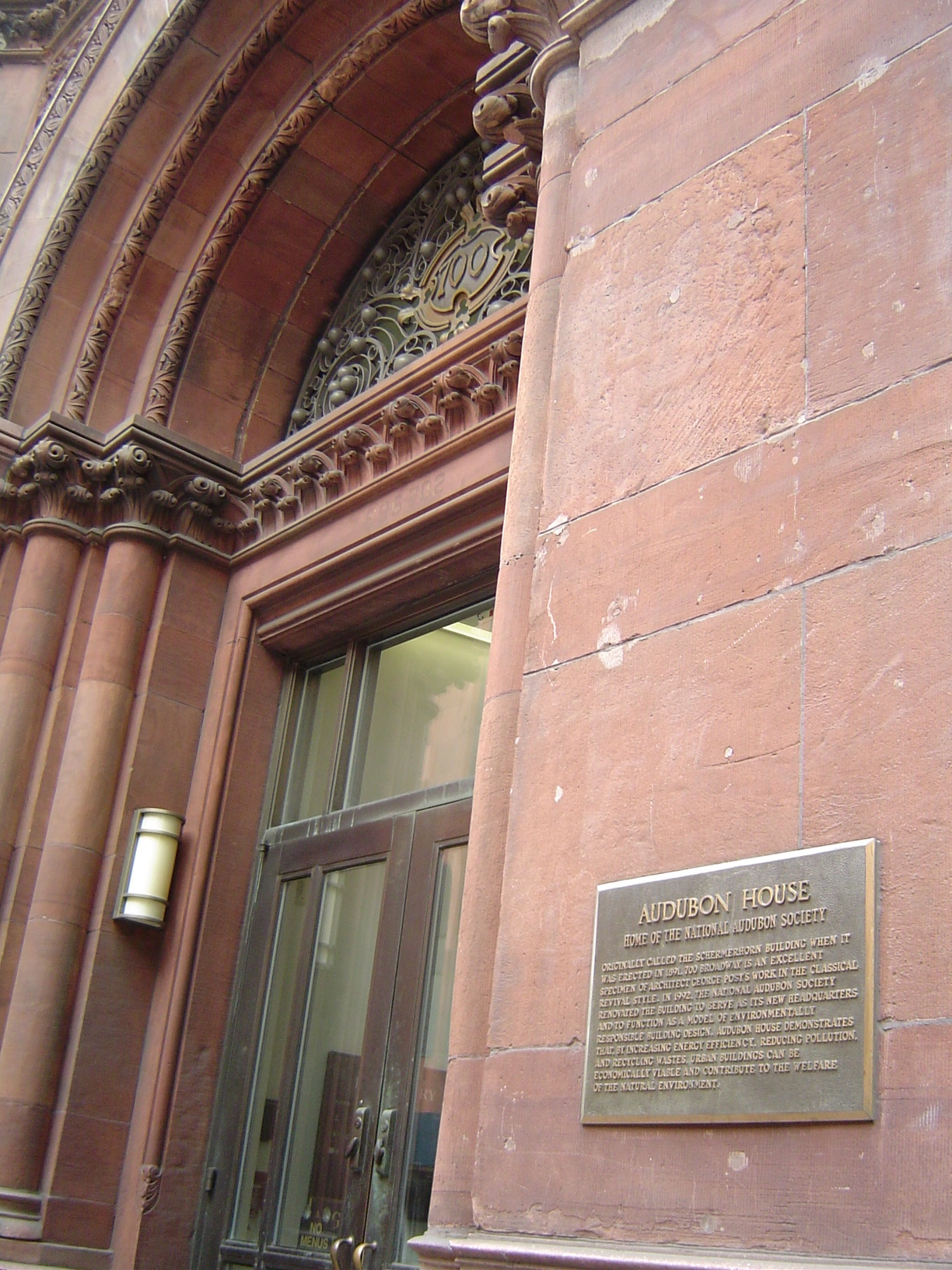
Штаб-квартира Общества в Нью-Йорке

Национальное Одюбоновское общество (The National Audubon Society) — американская некоммерческая экологическая организация, занимающаяся охраной природы, а также исследованиями в области орнитологии.

## История
В 1886 году городской парк «Upper City Park» в Новом Орлеане (Луизиана) местные власти переименовали в «Audubon Park» и было создано первое местное Одюбоновское общество. Его создателями были ученые Флоренция Бейли, Джордж Гриннел и Фанни Харди Эксторм.
На федеральном уровне общество было сформировано в 1905 году — таким образом, оно является одним из старейших природоохранных объединений в мире. Своё название оно получило в честь Джона Джеймса Одюбона (John James Audubon, 1785—1851), знаменитого американского натуралиста, орнитолога и художника-анималиста, издавшего выдающийся труд «Birds of America» (1827—1838).
Общество издает иллюстрированный популярный журнал «Audubon», посвящённый охране природы. Обладает многочисленными местными сетями, резерватами и филиалами, которые занимаются наблюдением за птицами и охраной местной природной среды. Этим оно резко отличалось от существовавшего American Ornithologists' Union, члены которого главным образом охотились на птиц для научных коллекций.
Численность общества: 41 тыс. членов в 1963 году, 142 тыс. в 1970 году, 300 тыс. в 1978 году (Hay et McConnell, 1979: 460).
Филиалы, резерваты и ресурсные центры Общества имеются во всех 50 штатах США. Подробнее здесь.

## Медаль Одюбона

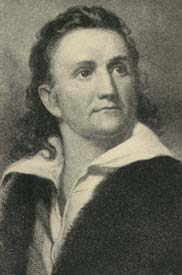
Джон Джеймс Одюбон, 1785—1851

С 1947 года Национальное Одюбоновское общество присуждает «Медаль Одюбона», которая вручается в знак признания выдающихся достижений в области сохранения и защиты окружающей среды. Медалью были награждены:
- 2019 Johnny Morris и его семья
- 2018 Дэвид Аттенборо
- 2017 Frances Beinecke
- 2016 Paul Tudor Jones II
- 2015 Jack[англ.] and Laura Dangermond[3]
- 2013 Louis Bacon[англ.]
- 2010 Donal C. O’Brien Jr.
- 2008 Richard Louv[англ.]
- 2005 The Rockefeller Family
- 2004 Harriet Bullitt[англ.]
- 2002 Edward H. Harte[англ.]
- 2001 Michael Dombeck[англ.]
- 2000 Chandler Robbins[англ.]
- 1999 William G. Conway[англ.]
- 1998 Паккард, Джули[англ.]
- 1997 Hazel Wolf[англ.]
- 1996 James Parks Morton[англ.]
- 1995 Эдвард Осборн Уилсон
- 1994 Джимми Картер
- 1993 Oren Lyons[англ.] и Анита Роддик
- 1992 Джон Чейфи
- 1991 Тед Тёрнер
- 1990 Durward L. Allen
- 1989 Роберт Редфорд
- 1988 Оскар и Маргарита Ариас
- 1987 Владимир Евгеньевич Флинт
- 1986 John F. Seiberling
- 1985 Сесил Дейл Эндрюс
- 1984 Джозеф Дж. Хики[англ.]
- 1983 Margaret Wentworth Owings[англ.]
- 1982 C.R. «Pink» Gutermuth
- 1981 Richard H. Pough[англ.]
- 1980 Margaret E. Murie[англ.]
- 1979 Thomas L. Kimball
- 1978 Charles H. Callison
- 1977 Russell W. Peterson[англ.]
- 1976 John Bertram Oakes[англ.]
- 1975 Морис Стронг
- 1974 Tom McCall[англ.]
- 1973 Барбара Уорд
- 1971 Roger Tory Peterson[англ.]
- 1969 Horace M. Albright[англ.]
- 1968 Henry Fairfield Osborn, Jr.[англ.]
- 1967 Стюарт Ли Юдалл
- 1966 A. Starker Leopold[англ.]
- 1964 Laurance Rockefeller[англ.]
- 1963 Рэйчел Луиз Карсон
- 1962 Уильям О. Дуглас
- 1961 Clarence Cottam
- 1960 Джей Норвуд Дарлинг
- 1959 Olaus Murie[англ.]
- 1956 Ludlow Griscom[англ.]
- 1955 Уолт Дисней
- 1952 Louis Bromfield
- 1950 Джон Дэвисон Рокфеллер-младший
- 1949 Ira Noel Gabrielson[англ.]
- 1947 Hugh Hammond Bennett[англ.]